# Untermarchtal (Landschaftsschutzgebiet)
Das Landschaftsschutzgebiet Untermarchtal ist ein mit Verordnung der Unteren Naturschutzbehörde beim Landratsamt Alb-Donau-Kreis vom 22. April 2005 ausgewiesenes Landschaftsschutzgebiet (LSG-Nummer 4.25.128).

## Lage und Beschreibung
Das 23,0636 Hektar große Gebiet besteht aus drei Teilen und umgibt die Gemeinde Untermarchtal. 200 Meter westlich liegt das Naturdenkmal Steinbruch und Magerrasen Kalkofen. Das Landschaftsschutzgebiet grenzt an das FFH-Gebiet Donau zwischen Munderkingen und Riedlingen und an das Vogelschutzgebiet Täler der Mittleren Flächenalb. Das Gebiet gehört zum Naturraum Mittlere Flächenalb.
Laut Steckbrief handelt es sich markante Landschaftsformen, reich strukturiertes Landschaftsbild und ausgewogener Naturhaushalt des Donautals, der nördlich angrenzenden Hangbereiche, des Umgebungsbereichs „Urdonautal“ und des Gewanns „Steige“. Typische, landschaftsbildprägende und ökologisch wertvolle Kulturlandschaftselemente. Lokal, regional und überregional bedeutsamer Erholungsraum. Teil eines gemeindeübergreifenden charakteristischen Ausschnittes des südlichen Albrandes mit besonders markant ausgeprägten Landschaftsformen, kleinräumigen Nutzungsverteilungen und hoher Biotopvielfalt.
Im Norden und Westen grenzt das Gebiet an das Naturschutzgebiet Flusslandschaft Donauwiesen zwischen Zwiefaltendorf und Munderkingen. Die Donau hat Berührungspunkte mit dem Landschaftsschutzgebiet.

## Schutzzweck
Schutzzweck ist gemäß Schutzgebietsverordnung
- die durch markante Landschaftsformen, das reich strukturierte Landschaftsbild und den ausgewogenen Naturhaushalt bedingte Vielfalt, Eigenart und Schönheit des Donautals, der nördlich angrenzenden Hangbereiche, des Umgebungsbereichs „Urdonautal“ und des Gewanns „Steige“ zu erhalten,
- die typischen, Landschaftsbildprägenden und ökologisch wertvollen Kulturlandschaftselemente wie Feldhecken, Feldgehölze, Streuobstwiesen, Einzelbäume, Baumgruppen, Feldraine und Magerrasen zu erhalten,
- unverbaute und landschaftsästhetisch wertvolle Teile des Donautals, der nördlich angrenzenden Hangbereiche, des Umgebungsbereichs „Urdonautal“ und des Gewanns „Steige“ als lokal, regional und überregional bedeutsamen Erholungsraum zu erhalten,
- den Teil eines gemeindeübergreifenden charakteristischen Ausschnitts des südlichen Albrandes mit besonders markant ausgeprägten Landschaftsformen, kleinräumigen Nutzungsverteilungen und hoher Biotopvielfalt zu erhalten.